# Viaduc de la Roizonne
Pour les articles homonymes, voir Roizonne.
Le viaduc de la Roizonne est un viaduc ferroviaire situé sur l'ancienne ligne de la Mure à Corps, dans le département de l'Isère. C'est l'un des tout derniers grands ouvrages d'art en maçonnerie construits en France. Il est l'œuvre du célèbre ingénieur Paul Séjourné. Sa longueur totale est de 260 mètres, et la portée de son arche centrale de 80 mètres.

## Histoire

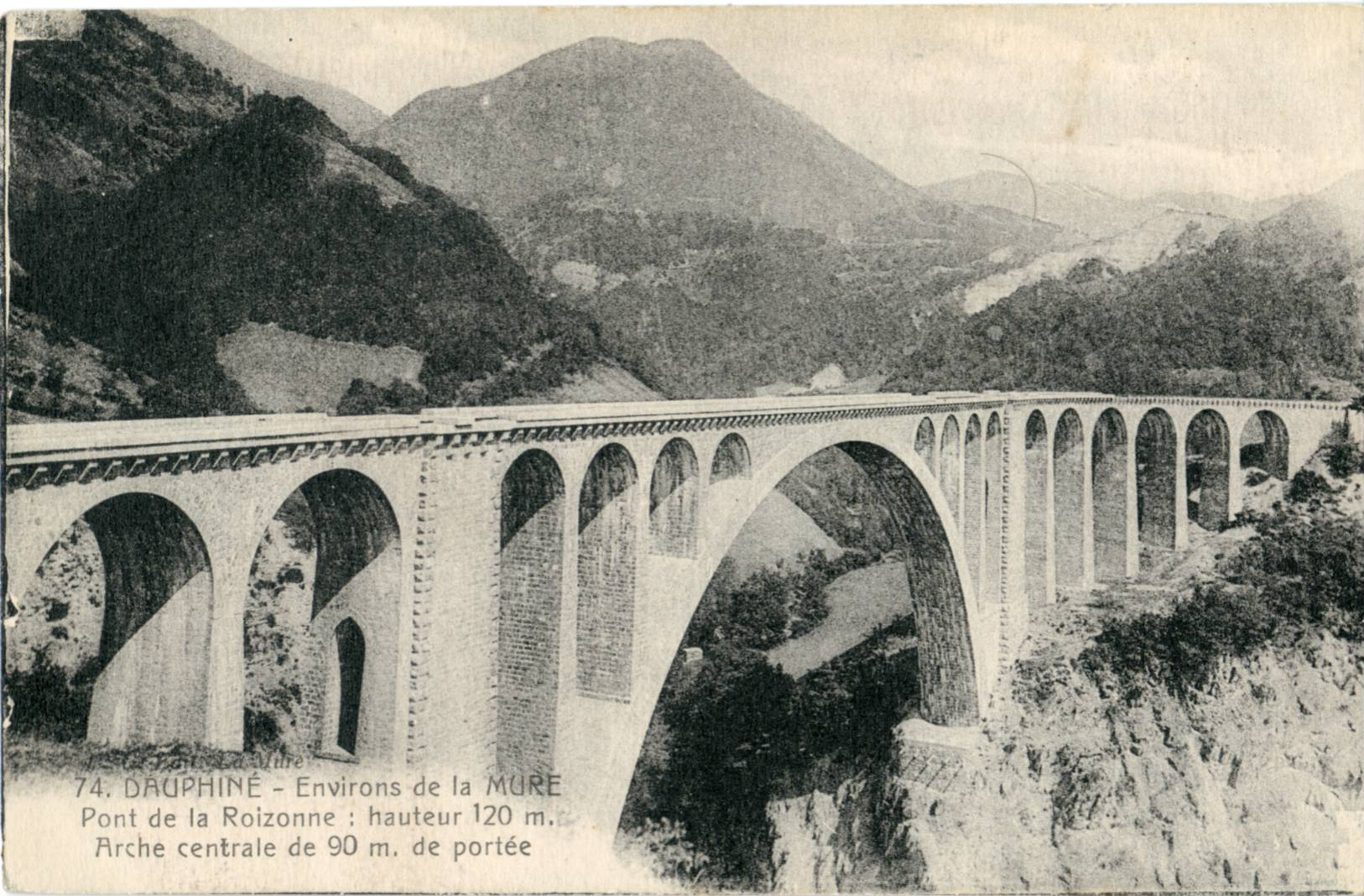
Le viaduc à l'époque de son achèvement

Le chemin de fer de Saint-Georges-de-Commiers à la Mure, inauguré en 1888, eut immédiatement un tel succès que les habitants du Valbonnais, du Beaumont et du pays de Corps en demandèrent le prolongement. Dès 1904, la préfecture de l'Isère autorisa la construction d'une ligne de la Mure à Corps avec embranchement vers Valbonnais. Cette ligne serait, comme la ligne « SG-LM », à voie étroite (écartement de 1 mètre) et à traction électrique.
Une difficulté majeure attendait les constructeurs. Le plateau de la Mure est bordé au sud par la vallée très encaissée de la Bonne, affluent du Drac : la route qui la franchit doit descendre environ 200 mètres de dénivelé en lacets, et remonter d'autant sur l'autre rive. Pour trouver un lieu où la vallée soit assez resserrée pour qu'un pont ou un viaduc la franchisse, il fallait remonter en amont du confluent de la Bonne avec son affluent rive droite la Roizonne. Le franchissement de cette dernière fut fixé à proximité du village de Roizon, là où le seul pont ancien franchissait déjà la rivière, sous le contrôle du vieux château de Rattier.
Le dénivelé est ici de 110 mètres entre le replat situé de part et d'autre et le fond du vallon. Le resserrement maximum est obtenu à une vingtaine de mètres plus bas entre deux avancées rocheuses permettant un bon enrochement des ouvrages. Le viaduc fut donc conçu en trois tronçons : une grande arche centrale enjambant le ravin, rectiligne, d'une ouverture de 80 mètres, soit 90 mètres hors tout, et deux avant-ponts latéraux, en courbe, comportant respectivement 2 et 6 arches simples, réalisant la jonction avec la plateforme, construite en remblai au sud et en tranchée au nord. La construction de l'arche principale se fit à l'aide d'échafaudages en bois lancés depuis les deux versants, et sur lesquels furent assemblées les pierres formant l'intrados. Une nacelle suspendue permettait d'amener les matériaux au centre de la construction.
La construction, dirigée par l'ingénieur Paul Séjourné, commença en 1913. C'est l'entreprise Pascal de Grenoble qui fut chargée des travaux. Retardés par la guerre de 14, ils ne furent achevés qu'en 1928 ;  cependant il fut possible dès 1926 de procéder à l'ouverture de la ligne de la Mure à Valbonnais. La ligne principale vers Corps dut attendre l'achèvement du viaduc de la Bonne en 1932 pour entrer à son tour en service.
La ligne fut déclassée en 1952. Le viaduc, réaménagé, est depuis affecté à la circulation routière (RD 26 La Mure - Valbonnais). Au printemps 2009, des travaux de consolidation et d'élargissement de la voie routière ont été entrepris par le conseil général de l'Isère pour un montant de 2,2 millions d'euros.

## Quelques photos

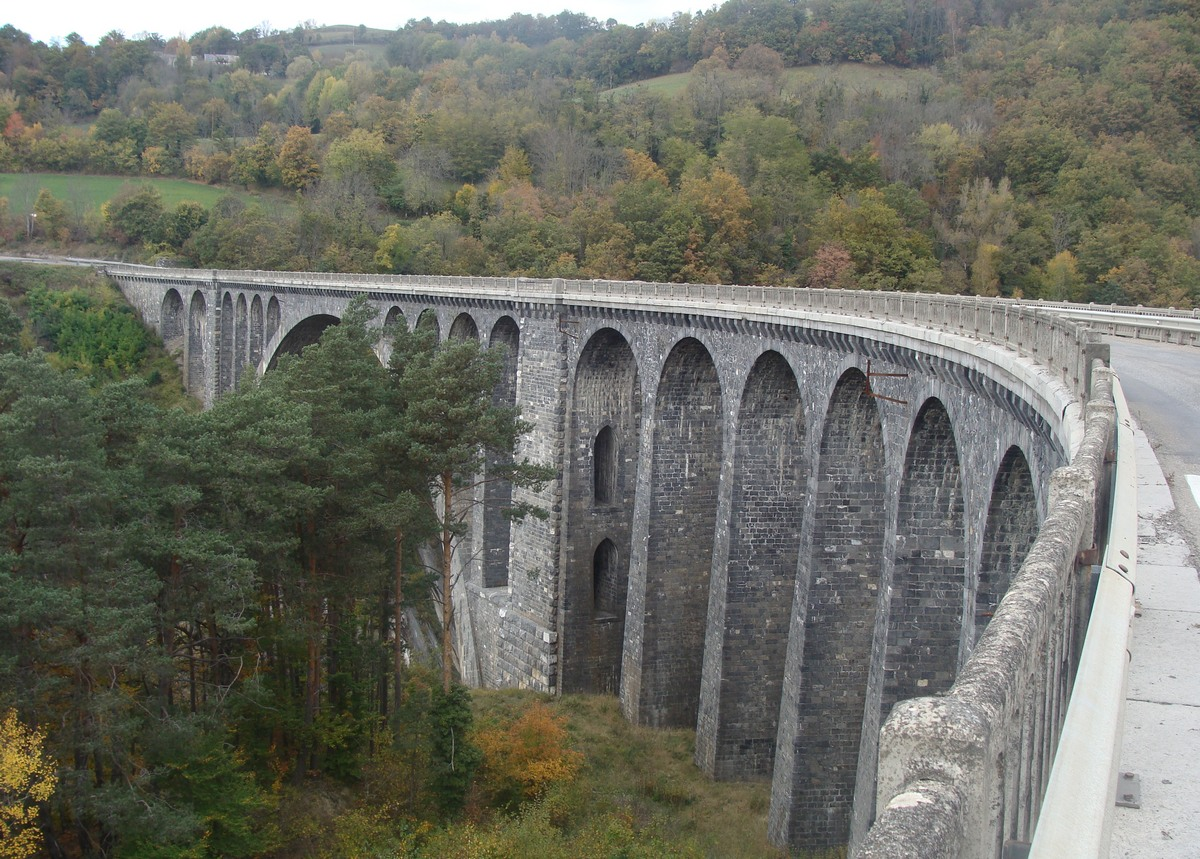
Vue d'ensemble depuis l'extrémité sud (rive gauche)
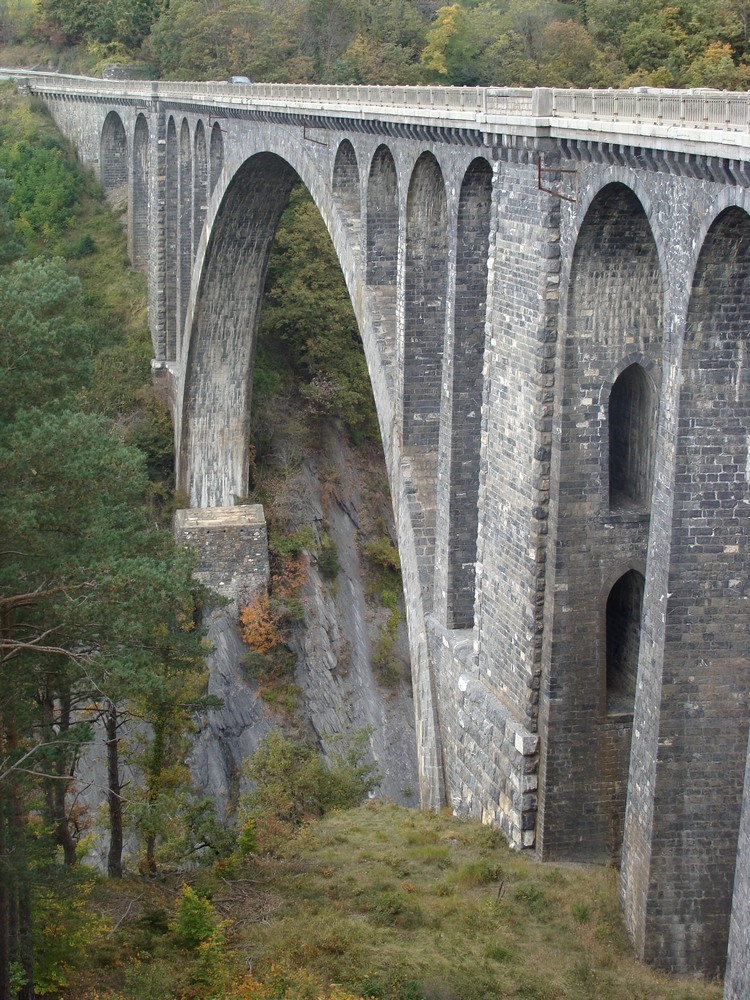
L'arche centrale vue du sud côté aval
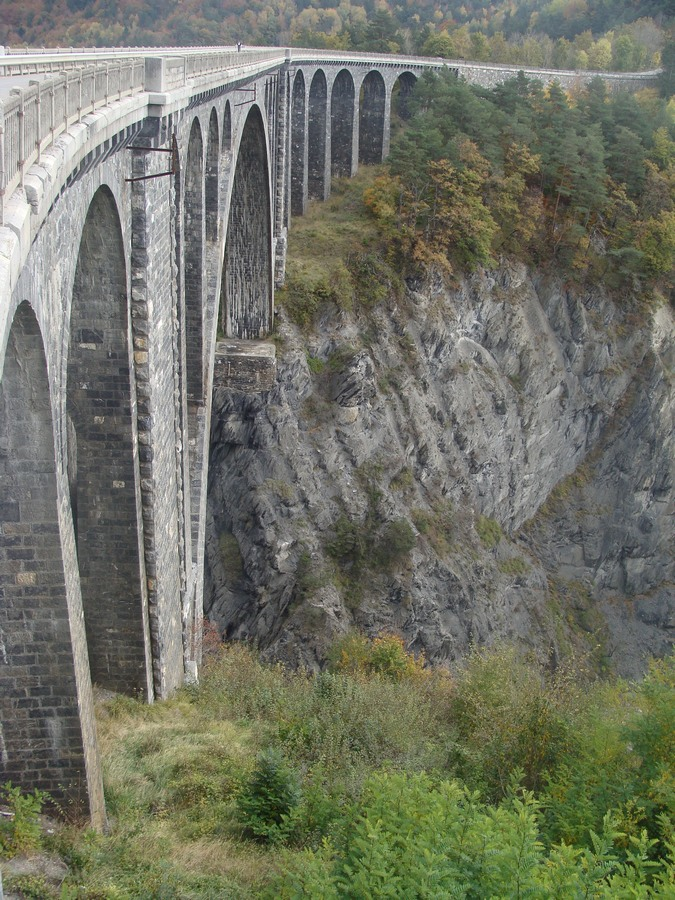
Vue depuis la rive droite, côté aval
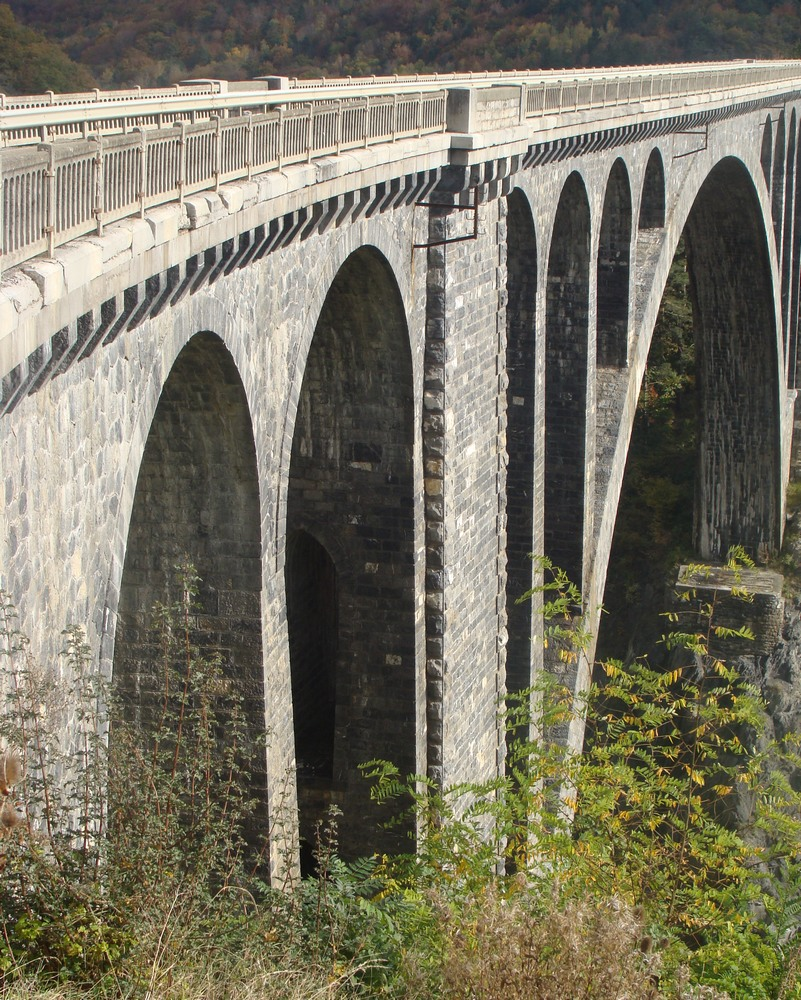
Vue rapprochée des piles côté rive droite